# Chiesa di San Paolino (Viareggio)
La chiesa madre di San Paolino è un edificio religioso che si trova in via Sant'Andrea 221 a Viareggio, in provincia di Lucca.
Nell'aprile del 1958 papa Pio XII ha elevato la chiesa alla dignità di basilica minore.

## Storia e descrizione
Fu costruita nel 1896 e ampliata nel 1936-1948 per l'espandersi della città e si trova nel centro odierno. La consacrazione avvenne il 15 agosto 1921.
L'interno è composta da tre navate e riprende lo schema delle basiliche paleocristiane, con abside, arco trionfale e catino absidale decorato da un mosaico a fondo oro con San Paolino e angeli.
Il campanile fu terminato nel 1921 ma, distrutto durante la seconda guerra mondiale, venne ricostruito nel 1954. In questo anno furono fuse anche le sue campane: sono presenti infatti ben quattro campane in RE3, (oltre a due piccole campanelle, purtroppo oggi inutilizzate) fuse da Lorenzo Lera di Borgo Giannotti. Questo concerto è uno dei più pesanti di tutta la Versilia.
Sul tetto della chiesa è presente inoltre anche un piccolo campanile a vela con due piccole campane inutilizzate.
Un restauro generale si ebbe nel 1990, mentre la facciata, con un grande mosaico a fondo oro, è stata ripulita nel 2006. L'organo Costamagna del 1960 è stato revisionato nel 2005.
Nel 1996 è stato restaurato l'oratorio, "I Pretini" per i viareggini.

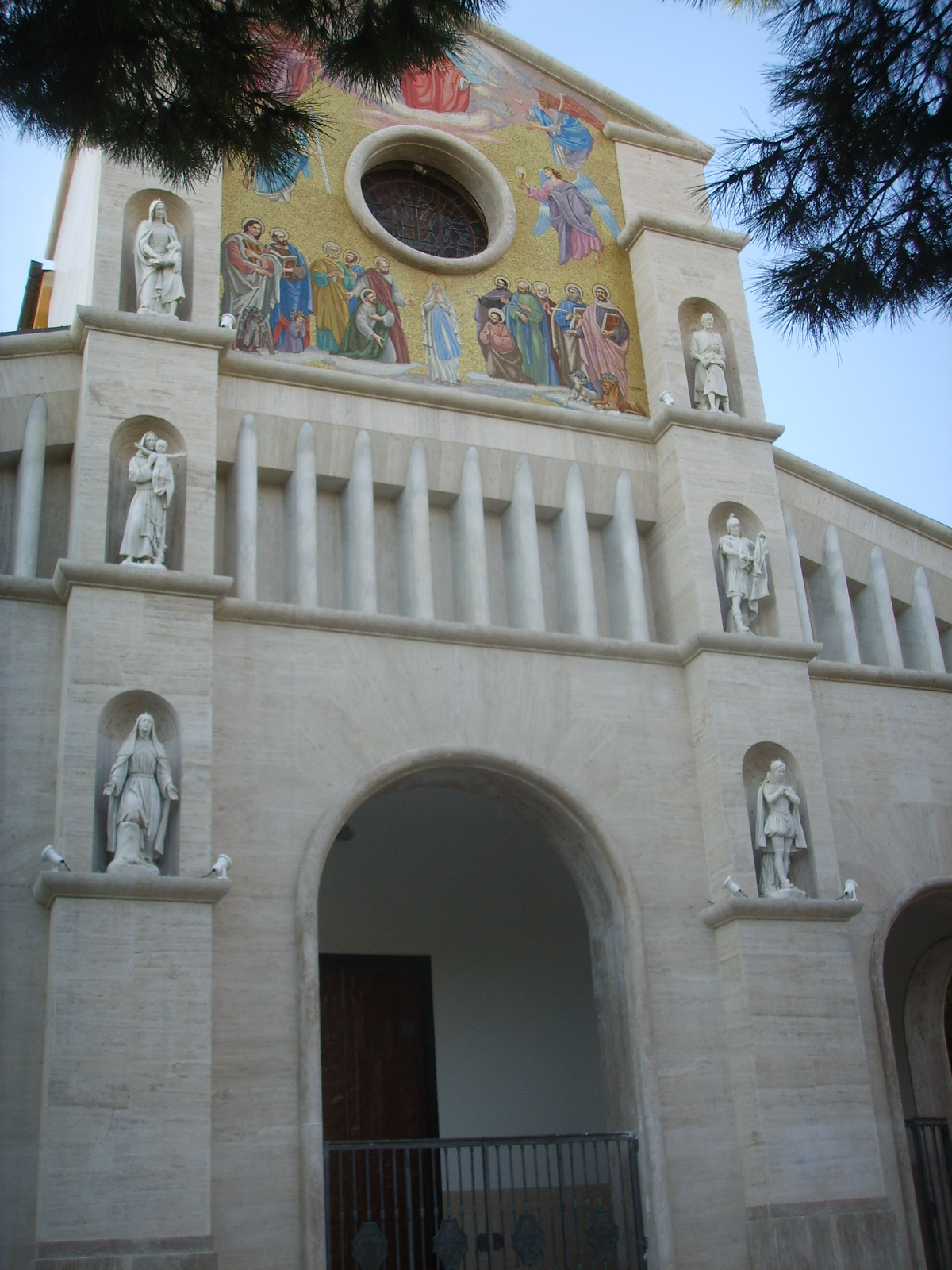
Facciata
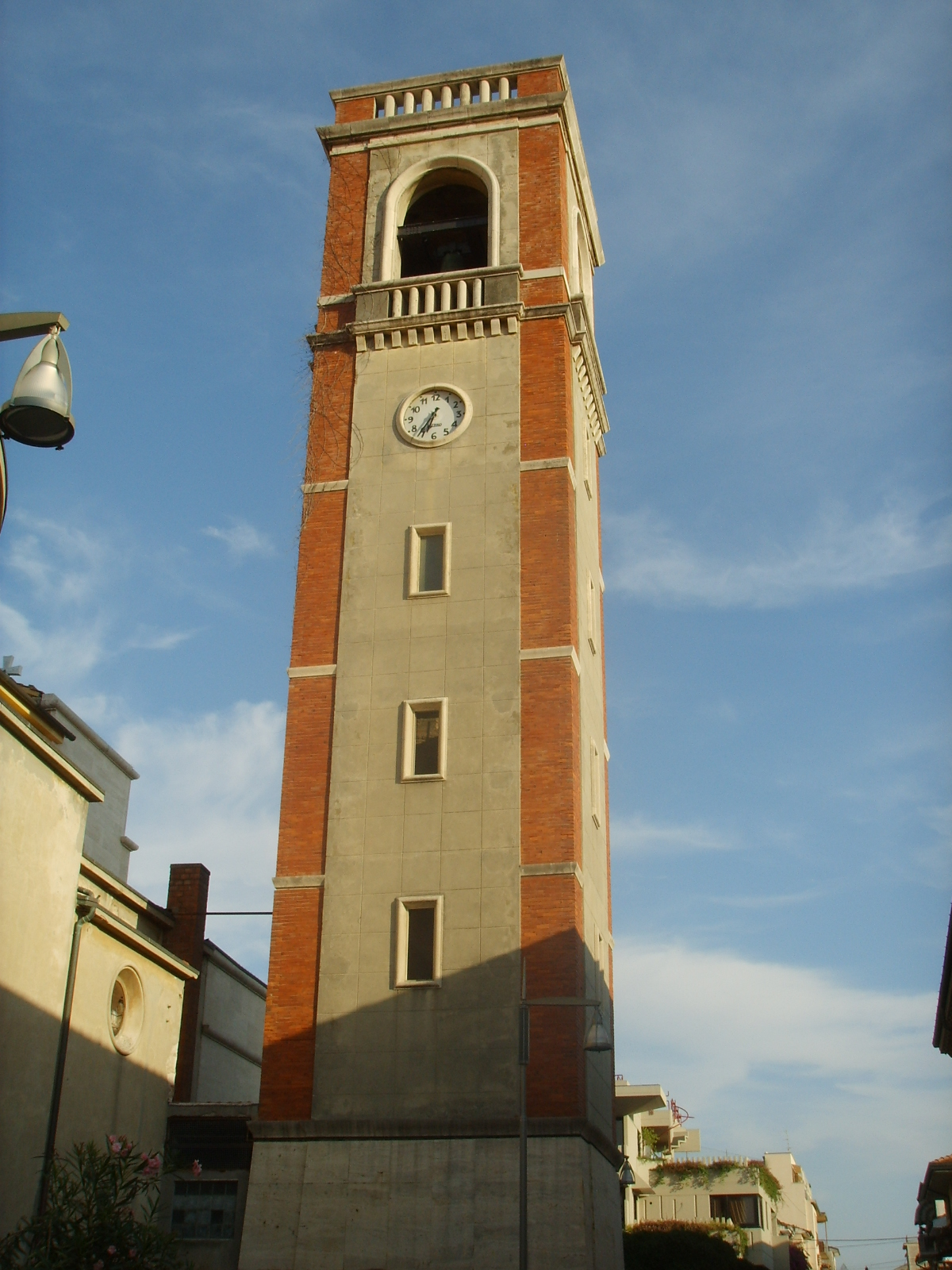
Campanile
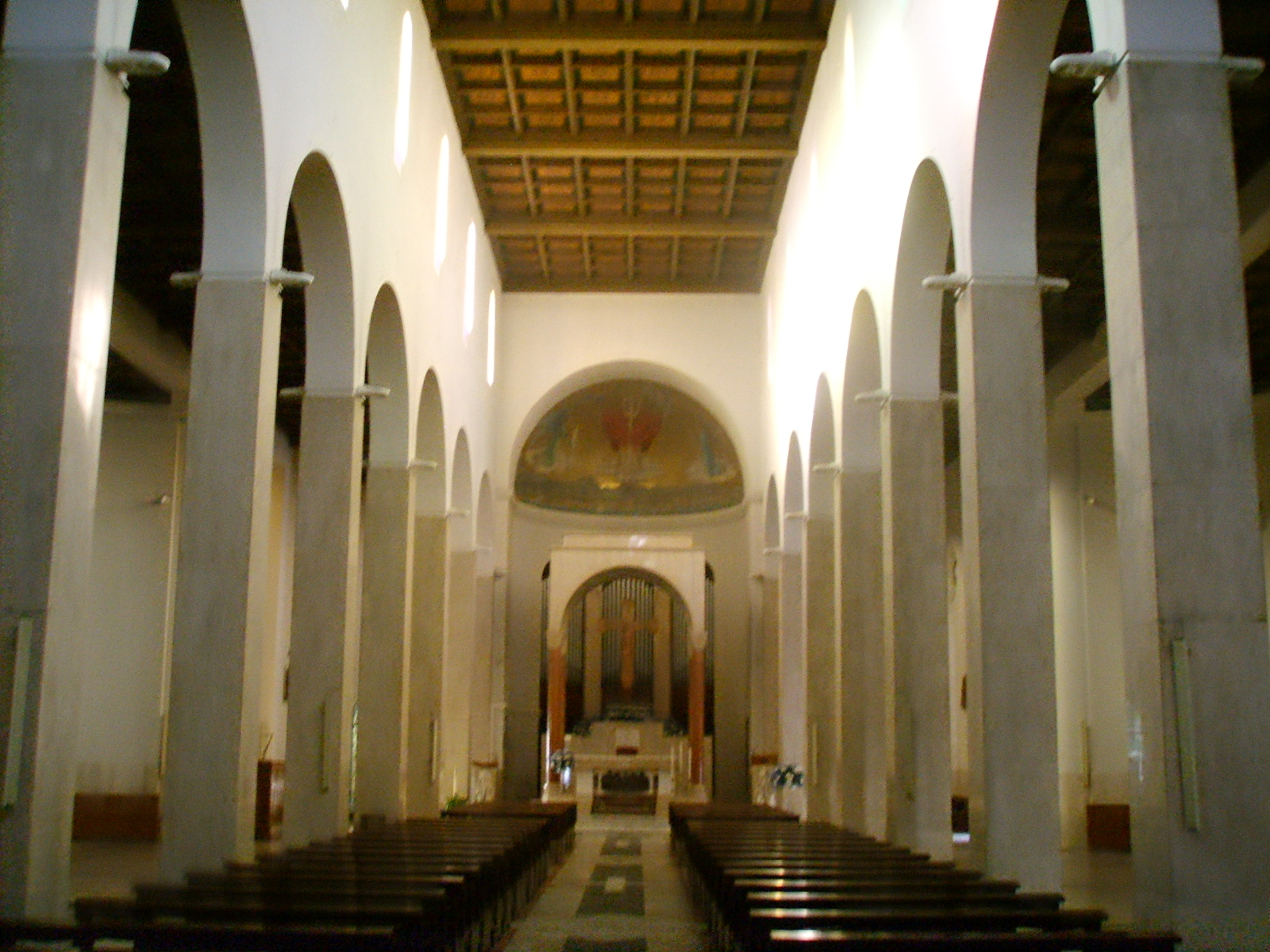
Interno
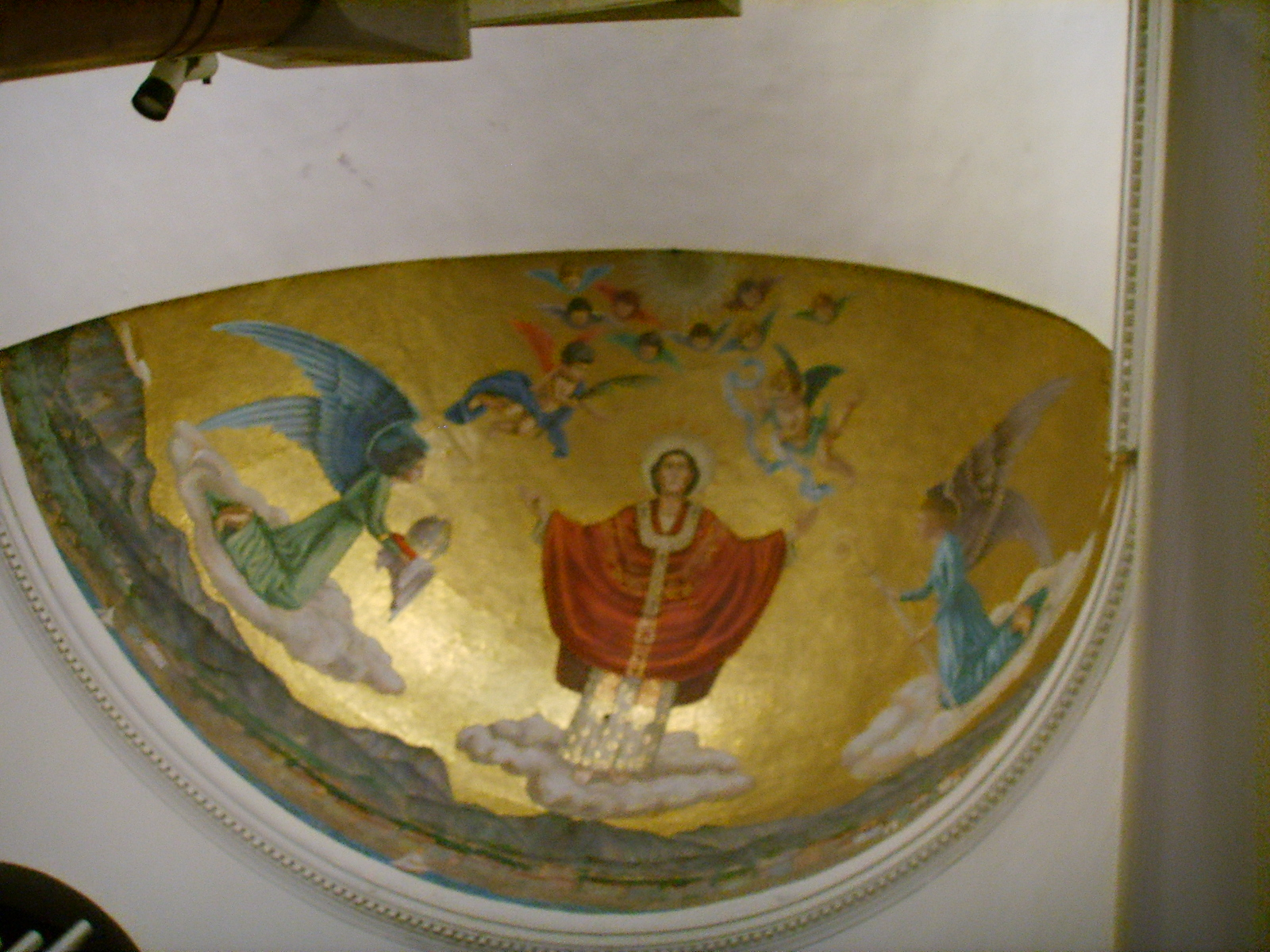
Mosaico nel catino absidale